# Hang (Musikinstrument)

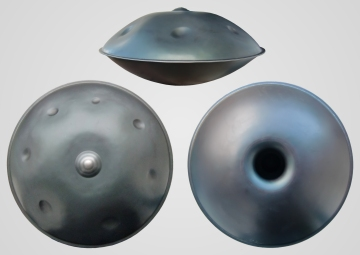
Freies Integrales Hang (2010)

Das Hang [haŋ] (Plural: Hanghang) ist ein melodisch-perkussives Musikinstrument. Es besteht aus zwei miteinander verklebten Halbkugelsegmenten aus Stahlblech. Auf der oberen Halbschale befinden sich Klangfelder, die – ähnlich wie bei der Steelpan – mit Hämmern ins Blech eingearbeitet sind. Der Hersteller bezeichnet seine Produkte nicht als Musikinstrumente, sondern als Klangskulpturen.
Das Hang wird waagerecht oder senkrecht auf dem Schoß gehalten. Gespielt wird es mit den Fingern und Händen, was den Namen ergab: Hang ist berndeutsch für Hand. Hang ist eine eingetragene Wortmarke der PANArt Hangbau AG.
Das Instrument wurde im Jahr 2000 von Felix Rohner und Sabina Schärer in Bern erfunden. Ab 2001 wurde es in verschiedenen Entwicklungsstufen ausschließlich von der PANArt Hangbau AG gebaut. Ende 2013 wurde die Produktion des Hangs eingestellt. Seitdem widmet sich das Unternehmen der Entwicklung mehrerer neuer Instrumente aus Pangblech.
Die hohe Nachfrage nach dem Hang, die das Angebot bei Weitem überstieg, führte zur Produktion ähnlicher Instrumente durch andere Hersteller, die heute zumeist mit dem Oberbegriff Handpan bezeichnet werden.

## Beschreibung
Die beiden Halbschalen des Hangs bilden ein hohles Gefäß mit einem Durchmesser von 52 cm und einer Höhe von 24 cm. Auf seiner Oberseite sind sieben oder acht Klangfelder kreisförmig um eine zentrale Klangzone, den Ding, angeordnet. Gegenüber, in der Mitte der unteren Halbschale, befindet sich der Gu, eine handgroße, runde Resonanzöffnung mit nach innen gezogenem Hals.
Die obere Halbschale des Hangs wird auch als Ding-Seite, die untere als Gu-Seite bezeichnet.
Der Ding ist der zentrale Klang des Instruments und meistens eine Quinte oder Quarte unterhalb des tiefsten Tones des Klangkreises gestimmt. Er besteht aus einem abgeflachten Bereich mit einer nach außen gewölbten Kuppel in der Mitte und verleiht dem Hang Gong-ähnliche Eigenschaften.
Die elliptischen Klangfelder des Klangrings, der auch Chor genannt wird, haben die Form eines flachen hyperbolischen Paraboloids. In ihrer Mitte befindet sich eine ebenfalls elliptische, nach innen gerichtete Kuppel. In jedes Klangfeld sind drei Teiltöne eingestimmt: Der Grundton, die Oktave und die Duodezime.
Der Hohlraum des Hangs bildet zusammen mit dem Gu einen Helmholtz-Resonator, in dem die Luft mit einer bestimmten Frequenz schwingt und einen Basston (F2) erzeugt, der sich durch Verengung der Gu-Öffnung um bis zu einer Oktave absenken lässt. Der Hangspieler regt die Helmholtz-Resonanz mit einem gedämpften Anschlag des Ding, mit der Handwurzel im Bereich zwischen dem Ding und den Klangfeldern oder mit der flachen Hand am Gu an.
Im Unterschied zur Steelpan, deren Spielfläche so bearbeitet ist, dass sich die einzelnen Klangfelder möglichst wenig gegenseitig beeinflussen, ist die Stimmung des Hangs auf die Integration zu einem Gesamtklang angelegt. Werden der Ding oder einzelne Klangfelder angeregt, so schwingen – der jeweiligen harmonischen Beziehung entsprechend – auch andere Tonfelder und die Helmholtz-Resonanz des Korpus mit.
Bis 2007 wurde das Hang in verschiedenen Klangmodellen angeboten. Sie unterschieden sich in der Tonhöhe des Ding (zwischen D3 und B3), der Zahl der Klangfelder im Klangring (sieben oder acht) und der eingestimmten Tonskala (zwischen Ges3 und F5). Seit 2008 wurde nur noch ein einziges Klangmodell gebaut.

## Spielweise
Beim Spielen kann die ganze Hand verwendet werden: Finger, Daumen, Handfläche und Handwurzel dienen dem Hervorrufen der Klänge. Gefragt ist ein sensibles Dosieren der Energie durch die Hände des Hangspielers, ein Berühren, Antippen, Anregen, leichtes Anschlagen, Streichen und Zupfen der Hangoberfläche. Stärkeres frontales Schlagen führt nicht zu einer Intensivierung des Klanges wie bei einer Trommel, sondern verengt und verzerrt ihn.
Die Basis des Hangspiels bildet die Integration von Gu und Ding zu einem Gesamtklang. Sie wird durch Veränderung des Beinwinkels (bei waagerechter Haltung des Hangs auf dem Schoß) oder durch Einführen einer Hand in die Gu-Öffnung (bei senkrechter Haltung) erreicht. Die Helmholtz-Resonanz des Gefäßes liegt dann genau eine Oktave unterhalb der Frequenz des Ding. Diese akustische Kopplung von Ding und Gu bringt das Hang in einen Resonanzzustand, die dem Hangspieler die Gestaltung des Klangs durch feine Anregungen ermöglicht.

## Klangbeispiele
|  |  |  |  |

## Geschichte und Entwicklung

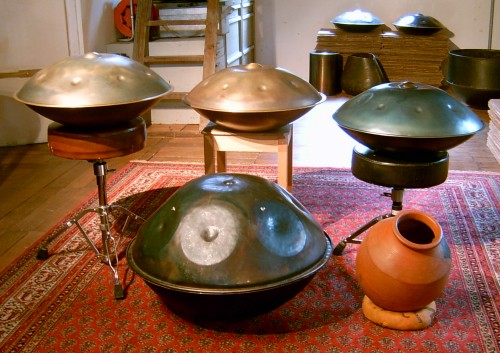
Vorne: „Ur-Hang“ (November 1999) und Ghatam; hinten v. l. n. r.: Modelle 2007, 2006, 2005

Die Entstehung des Hangs begann mit der Pang-Instrumentenfamilie, die von den Berner Pan-Tunern Felix Rohner und Sabina Schärer (PANArt Steelpan-Manufaktur AG) in den 1990er Jahren in mehrjähriger Forschungsarbeit aus den damals in der Schweiz beliebten Steelpans entwickelt wurde.
Das traditionelle Ausgangsmaterial der Steelpan, Spundfässer, wurde bei der PANArt durch Rohformen aus tiefgezogenem und anschließend gasnitriertem Stahlblech ersetzt. Die Klangfelder erhielten eine neue Geometrie mit einer Kuppel im Zentrum. Für das Tuning der Pang-Instrumente wurde ein eigenes Verfahren entwickelt.
Der Perkussionist Reto Weber brachte die beiden Instrumentenbauer auf die Idee, zwei Halbschalen aus Stahlblech zu kombinieren, um Eigenschaften der indischen Ghatam und der Steel Pan in einem mit der Hand gespielten Instrument zu vereinen. Im Laufe des Jahres 2000 entstand so das Hang.
2001 stellten Rohner und Schärer ihr neues Instrument auf der Musikmesse Frankfurt vor. Sie gaben den Bau von Steelpans auf und widmeten sich exklusiv dem Bau und der Weiterentwicklung des Hangs. 2003 benannten sie ihre Firma in PANArt Hangbau AG um.

### Erste Generation

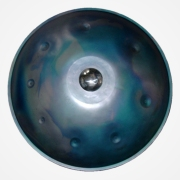
Hang der ersten Generation

Dieser Ausdruck hat für die Hanghang aus den Jahren 2001 bis 2005 Verbreitung gefunden. Diese Instrumente hatten acht Klangfelder im Klangring und wurden in zunächst 30, später 45 verschiedenen Klangmodellen angeboten, die sich an ethnomusikalischen Tonskalen orientierten. Der Ding wurde überwiegend auf A3 oder G3, seltener auf F3 gestimmt. Im Laufe von fünf Jahren wurden etwa 4300 solcher Instrumente hergestellt und weltweit vertrieben.
Das Interesse an tieferen Klängen führte im Jahr 2005 zur Weiterentwicklung des Tuningverfahrens. Durch mehrmaliges Erhitzen im Ofen konnte die innere Spannung größerer Klangfelder besser kontrolliert werden. Das Ergebnis war eine Verbesserung des Klangs und der Stimmhaltung. Diese als Low Hang bezeichneten Instrumente hatten einen Ding in F3, E3 oder Es3 und wurden mit 7 oder 8 Klangfeldern im Klangring gebaut.

### Zweite Generation
2006 entstand eine neue Generation des Hangs. Die Oberfläche der Halbschalen erhielt eine Beschichtung aus eingebürstetem und eingebranntem Messing. Die Naht, an der die beiden Halbschalen des Instruments zusammengeklebt sind, wurde mit einem Messingring eingefasst. Die Hangbauer gaben die Orientierung an ethnomusikalischen Skalen auf und gaben stattdessen jedem Hang eine klangliche Basisstruktur, die sie mit einer „akustischen Kathedrale“ vergleichen. Das Fundament bildet die Helmholtz-Resonanz des Gefäßes (mit den Beinen oder der Hand auf D2 abgesenkt), ergänzt um einen Ding in D3 und dessen Quinte A3 als tiefsten Ton im Klangring. Außerdem befinden sich die Oktaven dieser beiden Töne, D4 und A4, im Tonkreis jedes Hangs. Die übrigen Töne wurden frei gewählt. Die meisten Hanghang der zweiten Generation hatten sieben Klangfelder im Klangring, es wurden aber auch Instrumente mit acht Klangfeldern gebaut.

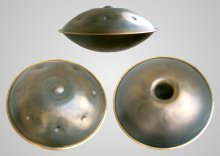
Hang der zweiten Generation (2007)

Mit der neuen Generation des Hangs änderte sich auch der Vertrieb. Die Firma gab ihr internationales Händlernetz auf und schloss ihre Website. Interessenten wurden nur nach schriftlicher Anfrage zu einem Besuch der Werkstatt eingeladen, um ihr Instrument selbst auszusuchen.
2007 nahmen die Hangbauer weitere Modifikationen vor. Die bis dahin radial ausgerichteten Klangfeld-Ellipsen wurden jetzt um etwa 45° gedreht. Außerdem wurde in den Hals des Gu ein D5 eingestimmt. Die Zahl der angebotenen Klangmodelle wurde auf solche Tonskalen reduziert, die sich besonders gut in den Gesamtklang des Hangs einfügen.
In zwei Jahren wurden insgesamt 826 Hanghang der zweiten Generation gebaut.

### „Gudu Hang“
Eine Variante des Hangs mit einer zusätzlichen kleineren Öffnung, dem Du, auf der Unterseite wurde von 2004 bis 2007 angeboten. Es ermöglicht im Zusammenspiel mit dem Gu Udu-ähnliche Klänge (daher der Name). Wird das Du-Loch nicht verwendet, kann es mit einer magnetischen Platte verschlossen werden.

### „Integrales Hang“
Im Februar 2008 stellte PANArt das Integrale Hang vor. Es hat eine einfach abgesetzte Ding-Kuppel (optisch ähnlich einer Pendentifkuppel) und einen leicht ovaloiden Gu. Bis auf Ding-Kuppel und Gu-Hals weist die Oberfläche keine Messingbeschichtung mehr auf. Das „Integrale Hang“ wurde nur in einem einzigen Klangmodell angeboten: Ein Ding in D3 kombiniert mit den Tönen A3, B3, C4, D4, E4, F4, und A4 im Tonkreis. Andere Klangmodelle wurden seither nicht mehr gebaut.
Mit dem Integralen Hang wandten sich Rohner und Schärer endgültig von dem Ziel ab, ein Instrument für die Bedürfnisse von Perkussionisten und professionellen Musikern zu bauen. In einem Brief vom Hangbauhaus beschrieben sie ihre Zielsetzung folgendermaßen: „Unsre Arbeit ist nicht auf musikalische Normen ausgerichtet, welche Studium, Übung und Leistung fordern. Hangspiel kann zu einer Form der Freiheit führen, die sich jedem Druck und jeder Nötigung widersetzt. Individuen, die sich dessen bewußt sind, werden durch das Hangspiel gestärkt. Gedankenloser Gebrauch kann hingegen schwächen.“' Die Produktion des integralen Hang wurde 2018 wieder aufgenommen.

### „Freies Integrales Hang“
Dieses Modell wurde von 2009 bis 2013 gebaut. Im Vergleich zum Vorgängermodell weist es bauliche Änderungen auf. So werden die beiden Halbschalen an der Klebenaht nicht mehr mit einem Messingring eingefasst. Die Ding-Kuppel besitzt keine Messingbeschichtung mehr und ist doppelt abgesetzt („Dreifachkuppel“). Freie Integrale Hanghang werden ohne Verwendung von Stimmgeräten eingestimmt. Die Frequenz des Ding ist von Instrument zu Instrument unterschiedlich und variiert um den Ton D3 herum. Die Töne des Klangrings entsprechen relativ zum Ding denjenigen des Integralen Hang.
Bei der freien Einstimmung des Hangs stehen nicht die mathematisch exakten Frequenzverhältnisse der Teiltöne eines Klangfelds, sondern die Wirkung des Klangs im Mittelpunkt. Schon die Steelpan-Tuner Trinidads nutzten das minimale Verstimmen der Teiltöne, um einen charakteristischen Klang der eigenen Instrumente zu erreichen. Anthony Achong hat in einer akustisch-mathematischen Analyse nachgewiesen, dass diese Verstimmung der wichtigste Parameter zur Beeinflussung der Dauer der Teiltöne sowie von Amplituden- und Frequenzmodulationen in der Struktur eines Steelpan-Tons ist. Der Verzicht auf das Stimmgerät beim Freien Integralen Hang ermöglicht es den Hangtunern, diesen Parameter konsequent einzusetzen und sich während des Einstimmprozesses ganz auf die Gestaltung des Klangs zu konzentrieren.

### Gubal und andere Weiterentwicklungen
Im Sommer 2013 stellte die PANArt mit dem Gubal ein neues, auf der Basis des Hangs weiterentwickeltes Instrument vor. Anstelle des Gu hat es auf der Unterseite den Gugel, eine halbkugelförmige Erweiterung des Hohlraums, die die Helmholtz-Resonanz verstärkt und um einen Ganzton auf Es2 absenkt. Die Gu-Öffnung befindet sich anstelle des Ding auf der Oberseite des Instruments. Der Gu-Hals geht in eine ringförmige, abgeflachte Zone, den Ringding, über, die mit den Teiltönen Es3, B3, Es4 und G5 eingestimmt ist. Der Klangring umfasst die Töne Bb3, C4, Db4, Eb4, F4, G4 und Bb4. Im Unterschied zum Hang konzentriert sich das Gubalspiel auf das Zentrum, den Gu und den Ringding, mit denen sich ein Groove mit kräftigem Bass erzeugen lässt.
Während im Jahr 2013 Freies Integrales Hang und Gubal noch gemeinsam gebaut und verkauft wurden, konzentrierte sich die PANArt ab 2014 ganz auf den Bau und die Weiterentwicklung des Gubals. Außerdem widmen sich die PANArt-Tuner der Entwicklung weiterer Instrumente. Im Jahr 2015 entstanden das Hang Gudu, das Hang Urgu und drei verschiedene Pang-Saiteninstrumente. Später kamen das Hang Bal und das Hang Gede hinzu. Ziel ist die Entwicklung einer improvisierten Musik, die mit diesem aufeinander abgestimmten Panginstrumenten-Ensemble gespielt wird.